# Kabinetsformatie Nederland 2017
Een kabinetsformatie vond plaats in Nederland na de Tweede Kamerverkiezingen van 15 maart 2017. Op 26 oktober 2017 resulteerde dit in het kabinet-Rutte III. De coalitie werd gevormd door Volkspartij voor Vrijheid en Democratie (VVD), Christen-Democratisch Appèl (CDA), Democraten 66 (D66) en ChristenUnie (CU). De formatie duurde 225 dagen en was op dat moment de langste Nederlandse kabinetsformatie.
Na een verkenning door verkenner Edith Schippers, werd onder haar informateurschap onderhandeld tussen VVD, CDA, D66 en GroenLinks. Toen dit na twee pogingen niet mogelijk bleek, werd onderhandeld met ChristenUnie in plaats van GroenLinks. Toen dit wel lukte, werd onder leiding van formateur Mark Rutte gezocht naar bewindspersonen die op 26 oktober 2017 beëdigd werden.

## Achtergrond

De zetelverdeling van de nieuwe Tweede Kamer tijdens de kabinetsformatie:
SP: 14
PvdA: 9
GL: 14
50PLUS: 4
Denk: 3
PvdD: 5
D66: 19
VVD: 33
SGP: 3
CU: 5
CDA: 19
FVD: 2
PVV: 20

De Tweede Kamerverkiezingen op 15 maart 2017 waren reguliere verkiezingen, nadat het kabinet-Rutte II bestaande uit Volkspartij voor Vrijheid en Democratie (VVD) en Partij van de Arbeid (PvdA) de zittingsduur had uitgezeten.
Tijdens de verkiezingscampagne spraken sommige partijen zich al uit over mogelijke coalitiepartners. De meeste partijen, waaronder de VVD, Christen-Democratisch Appèl (CDA) en Democraten 66 (D66) sloten regeren met de radicaalrechtse PVV uit. De Socialistische Partij (SP) sloot regeren met de VVD uit.

### Zetelverdeling
De VVD verloor 8 zetels, maar bleef met 33 de grootste partij. De PvdA zakte verder weg, van 38 naar 9 zetels.

## Verkenner Schippers

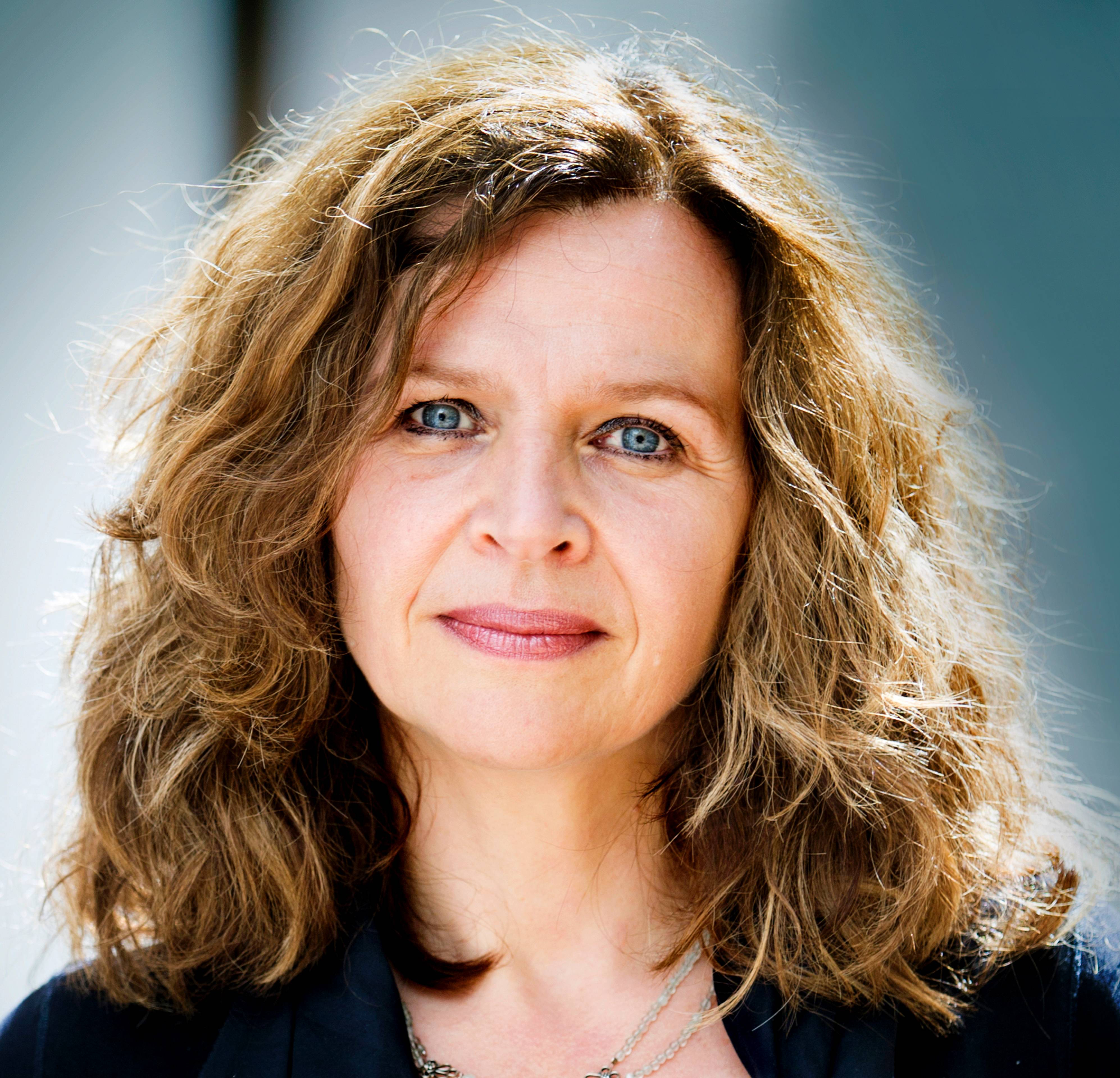
Verkenner en later informateur Edith Schippers.

De dag na de verkiezingen vergaderde Tweede Kamervoorzitter Khadija Arib met de beoogde fractievoorzitters. Op voordracht van de VVD werd VVD-minister voor Volksgezondheid Edith Schippers aangesteld als verkenner. Na een door de fractieleiders gevraagde rustperiode van drie dagen, sprak Schippers op 20 maart met alle fractieleiders afzonderlijk.
De eerst onderzochte coalitie was VVD–CDA–D66–GroenLinks, die de voorkeur genoot van Alexander Pechtold (D66), Lodewijk Asscher (PvdA) en Gert-Jan Segers (ChristenUnie) en goed bespreekbaar was volgens Sybrand Buma (CDA) en Mark Rutte (VVD). GroenLinks-leider Jesse Klaver was minder enthousiast vanwege grote inhoudelijke verschillen met de VVD. De veelgehoorde tweede keus was VVD–CDA–D66–ChristenUnie, die goed bespreekbaar was voor Buma en Rutte, de tweede keus was voor Segers en de voorkeur van Kees van der Staaij (SGP), maar niet van Pechtold, die graag met GroenLinks wilde regeren. Klaver zag veel liever een 'progressief christelijke' coalitie van CDA–D66–GroenLinks–SP–PvdA–ChristenUnie en werd hierin gesteund door Emile Roemer (SP) en Tunahan Kuzu (DENK), maar met name Buma had bezwaren. Volgens Pechtold had deze zespartijencombinatie voor D66 niet de voorkeur en de PvdA wilde überhaupt liever niet regeren na de grote electorale nederlaag.
Op 21 maart ging Schippers opnieuw afzonderlijk in gesprek met Rutte, Klaver, Buma en Pechtold om een mogelijke coalitie tussen deze vier partijen te bespreken. Volgens Klaver waren de inhoudelijke verschillen tussen VVD en GroenLinks 'megagroot' en genoot deze coalitie niet zijn voorkeur, maar was het gesprek wel 'goed' en 'heel serieus'. Op 22 maart voerde Schippers een nieuw gesprek met Wilders over een mogelijk herstel van vertrouwen met de VVD en het CDA. Wilders was daartoe bereid, maar in aansluitend apart overleg herhaalden Buma en Rutte niet bereid te zijn om opnieuw een coalitie of gedoogkabinet te vormen met de PVV.
Op 23 maart vond het eerste gezamenlijke gesprek plaats tussen Rutte, Klaver, Buma en Pechtold onder leiding van Schippers, waarbij iedere fractieleider werd vergezeld door een fractiegenoot, namelijk Halbe Zijlstra (VVD), Pieter Heerma (CDA), Wouter Koolmees (D66) en Kathalijne Buitenweg (GroenLinks). Hoewel erkend werd dat er grote inhoudelijke verschillen zijn, met name over het vluchtelingenbeleid, de inkomensverdeling, het klimaat en medisch-ethische kwesties, waren alle vier partijen bereid om serieus te bespreken of en zo ja hoe deze te overbruggen zouden zijn.
Op 27 maart overhandigde Schippers haar rapport aan de voorzitter van de Tweede Kamer en rondde daarmee haar verkenningsopdracht af. Zij adviseerde om een informatie te starten met de opdracht een stabiel kabinet uit VVD, CDA, D66 en GL te onderzoeken.

## Informateur Schippers

### Onderhandelingen
Op 28 maart ging de Tweede Kamer in debat over het advies. Edith Schippers werd door de Tweede Kamer voorgedragen als informateur om verder te gaan met concrete onderhandelingen voor een kabinet van VVD–CDA–D66–GroenLinks. Het idee om een tweede informateur aan te stellen, werd om verschillende redenen afgewezen. In de ochtend van 29 maart vonden de eerste onderhandelingen tussen de vier partijen en de informateur plaats. Op 6 april meldde Schippers dat er in de eerste week van de inhoudelijke onderhandelingen al intensief gesproken was over onder andere financiën, economie, globalisering, klimaat, mobiliteit en de arbeidsmarkt. In deze periode werd ook bekend dat er op vrijdagen - op voorspraak van Jesse Klaver, die op die dag een zogeheten papadag had - niet werd vergaderd. Hier kwam zowel kritiek als bijval op. Er werd echter bij voorbaat al wel gesteld, dat dit kon veranderen bij noodzaak.
In april kwamen de onderhandelingen enkele malen stil te liggen, vanwege het voorjaarsreces en het onwel worden en overlijden van Klavers moeder. Op 3 mei gaven de vier partijleiders aan te geloven dat deze coalitie kon worden gesmeed, maar dat er veel tijd voor nodig was. Op 15 mei maakte Schippers echter bekend dat de formatiepoging was mislukt, als gevolg van de verschillende standpunten van de partijen over asiel en migratie. Op 16 mei overhandigde Schippers haar eindverslag aan Tweede Kamervoorzitter Arib.

### Verkennende opdracht
Op 17 mei werd Schippers voor de tweede keer benoemd tot informateur. Na een nieuwe reeks verkennende gesprekken met de partijleiders concludeerde zij op 22 mei dat alle andere opties (onder andere SP en PvdA als vierde partij) voor het vervolg van de formatie zijn uitgesloten. Volgens haar moest daarom onderhandeld worden met ChristenUnie. Op 23 mei vond daarom een gesprek plaats tussen Segers en Pechtold onder leiding van Schippers. Tijdens dit gesprek zet Pechtold uiteen waarom samenwerking tussen ChristenUnie en D66 niet kon. Pogingen van Schippers om te spreken over welke thema's ze wel dicht bij elkaar liggen, werden door Pechtold genegeerd. Aan het eind van het drie uur durende gesprek concludeerden zowel Pechtold als Segers dat er geen grond was voor vruchtbare samenwerking.

## Informateur Tjeenk Willink

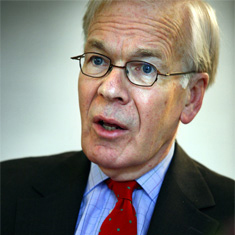
Informateur Herman Tjeenk Willink (PvdA)

Schippers adviseerde in haar eindverslag van 29 mei om Herman Tjeenk Willink als informateur te benoemen, aangezien "elke tot nu toe geopperde variant voor een meerderheidscoalitie op bezwaren van ten minste een van de betrokken fracties stuit." Op 30 mei ging de Tweede Kamer in debat over de impasse, waarbij verschillende partijen elkaar verweten de formatie te blokkeren, maar zelf wel bereid te zijn tot onderhandelen. Na het debat werd Tjeenk Willink zoals verwacht aangesteld als nieuwe informateur. Hij had als opdracht de mogelijkheden voor een meerderheids- of een minderheidskabinet te onderzoeken. Een dag later gaf Tjeenk Willink te kennen dat hij zich zou richten op een meerderheidskabinet dat op voldoende steun kon rekenen in de Eerste en Tweede Kamer. Vanaf het begin richtte hij zich op een kabinet waarvan in elk geval het "motorblok" VVD, CDA en D66 deel uit zou maken. Tjeenk Willink nodigde voor de vorming van een kabinet Rutte, Buma, Segers, Klaver en Pechtold uit. Omdat D66 bedenkingen bleef houden over samenwerking met de ChristenUnie, gingen de gesprekken verder met GroenLinks.
Op 8 juni leken GroenLinks en de andere partijen tot een overeenkomst te komen over migratie, waar het de vorige poging stukliep. Bij de uitwerking daarvan stelde GroenLinks voor om ten minste 5.000 vluchtelingen op te nemen, tot onvrede van de VVD. Klaver trok daarop het voorstel met deze getallen in, maar het leidde desalniettemin tot een slechte sfeer. Op 12 juni onderhandelden de partijen verder over migratie. VVD, CDA en D66 vonden dat ook politieke asielzoekers in afwachting van hun aanvraag naar een "veilig derde land" moesten worden gestuurd. Voor Klaver was dit een "principiële ondergrens" en weigerde hij ondanks aandringen van andere partijen hiermee akkoord te gaan. Toen geen van de partijen bereid was toenadering te zoeken, verliet Klaver de formatiegesprekken. Klaver gaf op 14 juni in interview aan dat migratie niet de enige reden was, maar dat hij op andere dossiers ook geen compromis zag doorschemeren.
Na het mislukken concludeerde Tjeenk Willink drie dagen later dat ook een kabinet met de SP en/of PVV op "inhoudelijke gronden" evenmin realistisch was, vanwege de eerdere blokkades Op 20 juni liet Asscher opnieuw weten dat de PvdA niet wenste deel te nemen aan een nieuw kabinet met VVD, CDA en D66, waarna Segers op 21 juni in gesprek ging met Tjeenk Willink als overgebleven optie. Op 27 juni gaf de informateur in zijn eindverslag aan dat de enige mogelijkheid voor een meerderheidskabinet een kabinet was met de vier partijen VVD, CDA, D66 en ChristenUnie. De partijen hadden ditmaal met zijn allen aangegeven met elkaar verder te willen praten. Hij adviseerde een informateur van VVD-huize en zei dat VVD-prominent en voormalig minister van Financiën Gerrit Zalm beschikbaar was.

## Informateur Zalm

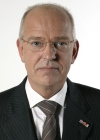
Informateur Gerrit Zalm (VVD)

Op 28 juni werd Gerrit Zalm (VVD) benoemd tot informateur met als opdracht een onderzoek in te stellen naar een meerderheidskabinet van VVD, CDA, D66 en ChristenUnie. Zalm gaf aan "de vaart in te willen zetten" en in tegenstelling tot de onderhandelingen met GroenLinks (waarbij maximaal vier dagen per week vergaderd werd) ging er dit keer vijf dagen per week onderhandeld worden. Vanaf half juli werd wegens vakantie drie weken niet onderhandeld.
Op 15 augustus, de tweede week na de vakantie, publiceerde het Algemeen Dagblad dat de vier partijen een akkoord over medisch-ethische kwesties hadden. De krant zegt dat het inzage zou hebben gehad in de formatiestukken. De partijen zouden het eens zijn dat het komende kabinet geen steun zal geven aan een verruiming van de euthanasieregels, maar dat het wel meer ruimte en middelen wil geven aan embryo-onderzoek door de Embryowet te verruimen. Op de dag van publicatie leek dit lek het vertrouwen tussen de onderhandelaars onder druk te zetten. CU-onderhandelaar Segers noemde het lek "heel schadelijk" voor het formatieproces, en ontkende dat er een akkoord was over dit compromis.
De onderhandelende partijen gaven aan dat ze het eigen risico in de zorg in 2018 niet wilden verhogen, maar om dit te bereiken moest uiterlijk 30 september de wet worden aangepast. Anders zou het eigen risico met vijftien euro stijgen. Het verzoek voor de wetswijziging werd op 20 september door Zalm overgebracht aan de minister van Volksgezondheid Schippers. Vijf dagen later werd door haar het benodigde wetsvoorstel ingediend. Een dag later stemden zowel de Tweede als de Eerste Kamer voor het niet verhogen van het eigen risico.

### Regeerakkoord
Op 9 oktober lag er een voorlopig coalitieakkoord getiteld "Vertrouwen in de toekomst". Een dag later overhandigde Zalm zijn eindverslag aan Kamervoorzitter Arib, met het definitieve door de vier fracties ondersteunde regeerakkoord. Twee dagen later was er een debat tussen de Tweede Kamer en de informateur over diens eindverslag.

## Formateur Rutte

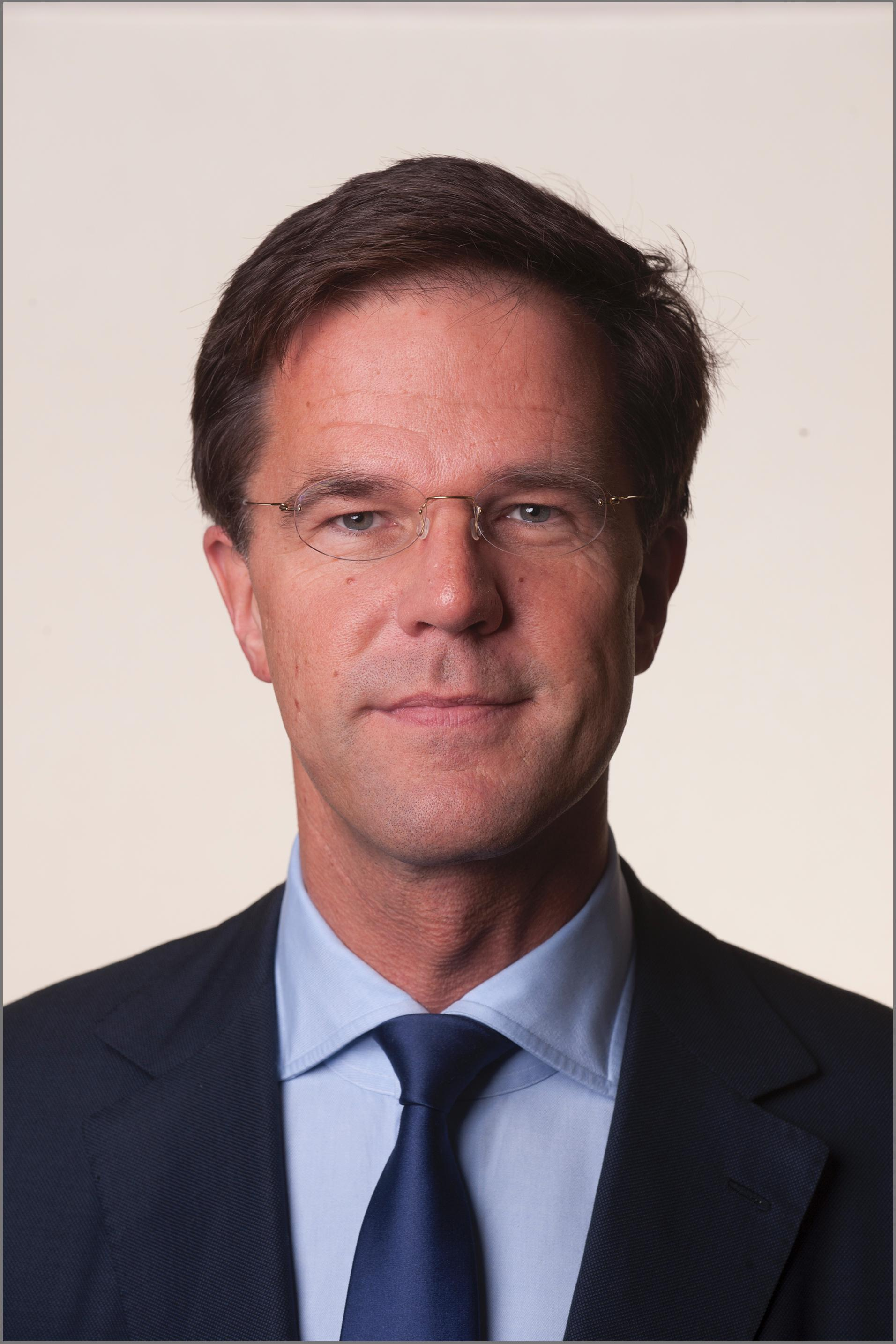
Formateur en minister-president Mark Rutte (foto uit 2012).

Op 12 oktober stemde de Tweede Kamer in met het advies van de informateur om Mark Rutte te benoemen tot formateur met als opdracht "de vorming van een kabinet bestaande uit VVD, CDA, D66 en ChristenUnie". Op 21, 23 en 24 oktober ontving Rutte de beoogde bewindslieden.
Op 25 oktober vond het constituerend beraad plaats en rondde Rutte zijn taken als formateur af met de overhandiging van zijn eindverslag aan Arib. Op 26 oktober werden de nieuwe bewindslieden van het kabinet-Rutte III beëdigd door de koning.

## Nasleep
Na aanvankelijk te leunen op een meerderheid in beide Kamers, verloor het kabinet na de Eerste Kamerverkiezingen van mei 2019 de meerderheid in de Eerste Kamer. Op 24 september 2019 verloor het kabinet ook de meerderheid in de Tweede Kamer, toen Wybren van Haga uit de VVD-fractie werd gezet. Vlak voor de Tweede Kamerverkiezingen van 17 maart 2021 stapte het kabinet op 15 januari 2021 op vanwege de toeslagenaffaire.
Vier maanden na aantreden stapte Zijlstra als eerste bewindspersoon van het kabinet op. Van de 24 op 26 oktober 2017 beëdigde bewindslieden maakten nog maar 12 deel uit van het kabinet aan het einde.

## Bron
- Bovend'Eert, Paul, Bootsma, Peter, Van Kessel, Alexander (6 december 2018). Evaluatie Kabinetsformatie 2017, Den Haag.